# Jüe-fu
A Jüe-fu (hagyományos kínai írásjegyekkel: 樂府; egyszerűsített kínai írásjegyekkel 乐府; pinjin átírás hangsúlyjelekkel: Yuèfŭ; magyar népszerű átírás: Jüe-fu; szó szerinti jelentése: Zenepalota) a Han-dinasztia idején alapított, a szertartások zenéjéért felelős hivatal, nagy jelentőségű népdalgyűjtemény és a kínai költészet egyik jelentős műfaja.

## A hivatal
Nevét arról a Zenei Hivatalról (Jüe-fu (Yuefu); költői fordításban Zenepalota) kapta, amelyet a Han-dinasztia idején, i. e. 117-ben Vu (Wu) császár (Han Vu-ti (Han Wudi) 漢武帝) hozott létre. A hivatal feladatai közé tartozott az áldozatok bemutatásán túl a császári szertartások zenéjének megkomponálása, a szakrális (áldozati ceremóniákhoz) és udvari célokra szánt zenék, többek között az egyszerű nép dalainak és balladáinak összegyűjtése, feljegyzése, népies költemények írása. Mindezzel Vu (Wu) császár, aki maga is költő volt, a saját kora, új Dalok könyvét próbálta meg létrehozni.

## A gyűjtemény
A jüe-fu (yuefu)k eredetileg a hivatal által összegyűjtött Han-kori költemények voltak, melyeket zenével adtak elő. Dallamaik azonban ma már nem rekonstruálhatók, csak a szövegek maradtak fenn. A jüe-fu (yuefu) népdalok a Han-dinasztia idejében a korabeli társadalmi életet tükrözték. Nyelvezetük egyszerű, témájuk már nem az uralkodó hatalmának dicsőítése, vagy az írástudók bánatának megörökítése, sokkal inkább népies jellegű. Rendszerint a paraszti élet szépségei, az egyszerű emberek érzelmei, problémái és gondolatai fogalmazódnak meg bennük. A taoizmus is hatást gyakorolt néhány jüe-fu (yuefu)ra, s vannak köztük olyanok, amelyek az ember halandóságának és örökkévalóságának kérdését feszegetik.
A jüe-fu (yuefu)k versszakai a Dalok könyvében szereplő versformákkal ellentétben rendszerint ötszótagos sorokból állnak. Vannak azonban kivételek, amelyek 3, 7 vagy több szótagos sorokból épülnek fel. Jüe-fu (Yuefu) formában írt versek később, a Han-kor után is íródtak, s több neves későbbi költő is – például Pao Csao (Bao Zhao), Tu Fu (Du Fu), Po Csü-ji (Bai Juyi), Jüan Csen (Yuan Zhen) és {{{2}}} (Pi Rixiu) – írt jüe-fu (yuefu)kat. Ezeket általában csak a népies téma különbözteti meg más si (shi)-versektől. A jüe-fu (yuefu) a kormányzat bírálatának gyakori eszköze volt, mivel ebben a költő az egyszerű ember "bőrébe bújva" kritizálhatta a fennálló állapotokat.
A jüe-fu (yuefu) igen jelentős szerepet játszik a kínai irodalom fejlődésében, mivel vele összefonódva, talán a hatására alakulnak ki az i. e. 2. század körül az úgynevezett ku-ti-si (gutishi) költemények.
A Zenei Hivatal és a versforma mellett a jüe-fu (yuefu)nak egy harmadik jelentése is van: a 12. században ilyen címmel jelent meg egy híres antológia, mely a megelőző évezred legszebb jüe-fu (yuefu)it tartalmazza.
A jüe-fu (yuefu)k között több népballada is fennmaradt. Az egyik legismertebb ilyen ballada a Mu-lan si (Mulan shi) 木蘭詩, amely Mu-lan (Mulan)ról, a lányról szól, aki apja helyett vállalja – férfinak öltözve – a katonai szolgálatot, s nagy hőstetteket visz végbe.

## Magyarul
- Zenepalota. Jo-fu; vál., nyersford., utószó, jegyz. Tőkei Ferenc, ford. Fodor András et al.; Európa, Budapest, 1959
- A Zenepalota verseiből. Az eredeti szöveg magyar műfordításokkal / Jo fu; vál., prózaford., előszó, jegyz. Tőkei Ferenc, versford. Fodor András et al.; Balassi, Budapest, 1997 (Kínai-magyar könyvek)